# Oliver Kahn
Oliver Rolf Kahn, född 15 juni 1969 i Karlsruhe, är en tysk före detta fotbollsmålvakt, numera expertkommentator i TV. Kahn var framgångsrik som fotbollsmålvakt med flera liga- och cuptitlar samt seger i Champions League 2001. Vid VM 2002 utsågs han till turneringens bästa spelare.

## Karriär
Oliver Kahn kom fram som målvaktstalang i lokala fotbollsklubben Karlsruher SC. Kahn spelade i laget fram till 1994 då han köptes av storklubben Bayern München. 1994 togs Kahn också ut till den tyska VM-truppen som tredjemålvakt. 1996 hade Kahn avancerat till andremålvakt i EM-slutspelet liksom i VM-slutspelet 1998. 2000 gjorde Kahn sin första turnering som förstemålvakt men det slutade i stor besvikelse då Tyskland åkte ut redan i EM-slutspelets gruppspel.
2002 var Kahn en nyckelspelare när Tyskland nådde VM-final. Kahn släppte bara in ett enda mål fram till finalen och stod för flera matchavgörande räddningar i matcherna. Han var dessutom lagkapten. I klubblaget Bayern München har Kahn firat stora framgångar med liga- och cupguld på hemmaplan samt seger i Champions League våren 2001. I finalen mot Valencia blev Kahn stor matchhjälte efter att ha räddat 3 av 7 straffar i straffsparksläggningen.  
Efter att Jürgen Klinsmann tillträtt som förbundskapten för Tysklands fotbollslandslag 2004 blev det en tävling mellan Kahn och Jens Lehmann om vem skulle bli förstemålvakt i landslaget, en post som tidigare varit Kahns med Jens Lehmann som distanserad andremålvakt. Det blev en infekterad fråga om vem som skulle få förtroendet och debatten växte mer och mer. 7 april 2006 stod det klart att Jens Lehmann utsetts till förstemålvakt till VM och en mycket besviken och överraskad Oliver Kahn mottog beskedet att han petats två månader före VM, som det året hölls i Tyskland. Kahn var istället andremålvakt. I sista matchen, bronsmatchen mot Portugal, fick Kahn dock stå i målet. Han gjorde en mycket bra match och var en av de bidragande faktorerna till att Tyskland vann bronset. Efter matchen meddelande Oliver Kahn att det var den sista landskampen i hans karriär.
Efter karriären har Oliver Kahn varit verksam som målvaktstränare och som expertkommentator på ett antal olika tyska TV-kanaler. Han är även engagerad i ungdomsverksamhet och välgörenhetsarbeten relaterade till fotbollen.

## Meriter
- A-landskamper: 84 (till och med april 2006)
- VM i fotboll: 1994, 1998, 2002, 2006
  - VM-silver 2002
  - VM-brons 2006
  - VM-matcher/mål: 8/0 (7st 2002, 1st 2006)
- EM i fotboll: 1996 (inga matcher), 2000, 2004
- Tysk mästare: 1997, 1999, 2000, 2001, 2003, 2005, 2006, 2008
- Tysk cupmästare: 1998, 2000, 2003, 2005, 2006, 2008
- Världscupmästare: 2001
- Champions League-mästare: 2001
- Uefacup-mästare: 1996

## Utmärkelser
- Årets spelare i Tyskland: 2000, 2001
- Bundesligas bästa målvakt 1994, 1997, 1998, 1999, 2001
- Årets europeiska målvakt 1999, 2000, 2001, 2002
- Världens bästa målvakt 1999, 2001, 2002
- VM:s bästa spelare 2002 (första målvakten att få utmärkelsen)

## Klubbar
- Bayern München (1994-2008)
- Karlsruher SC (1975-1994)